# Barut

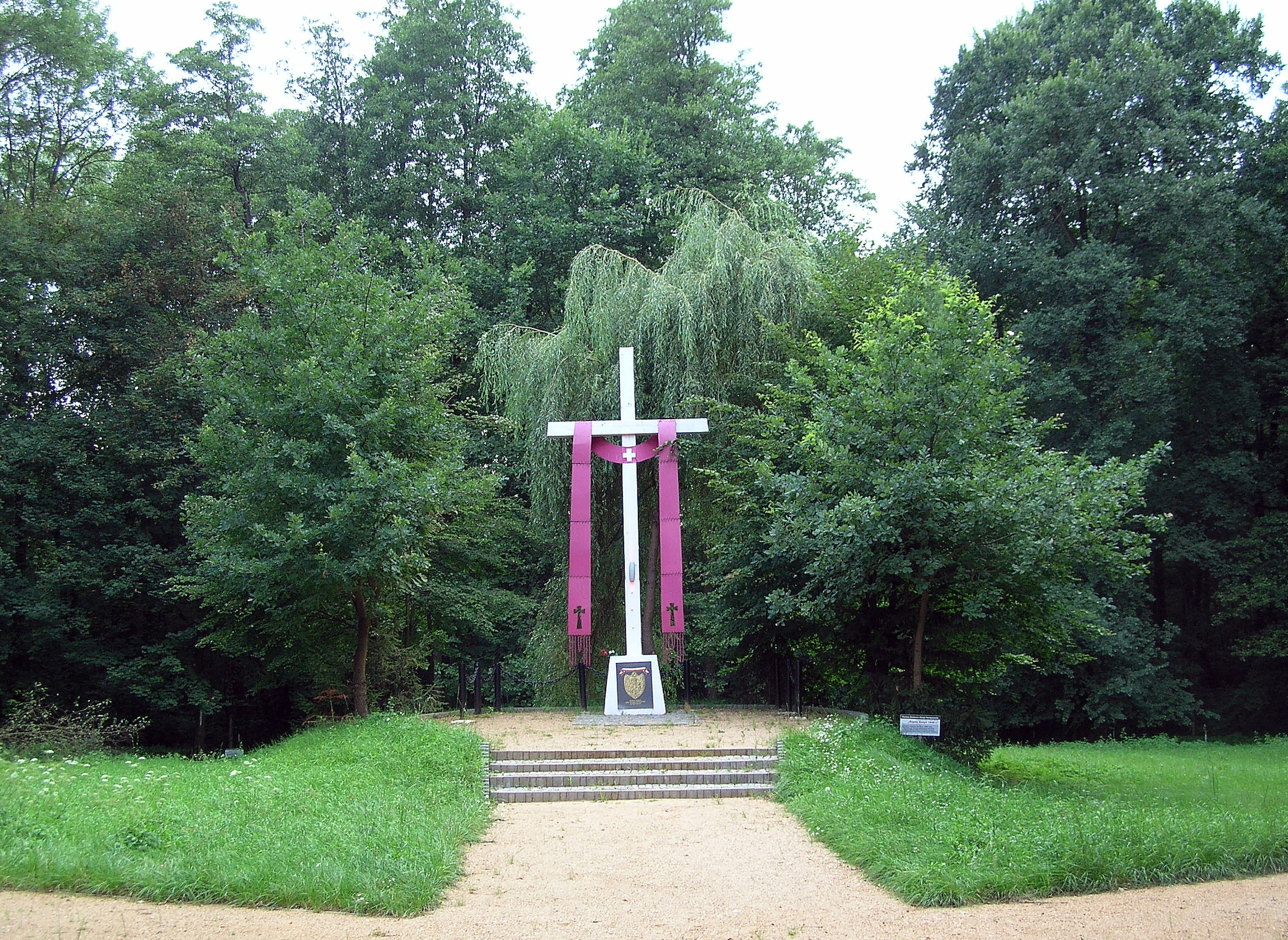
Pomnik ku czci zamordowanych żołnierzy NSZ oddziału Bartka i innych żołnierzy Podziemia.

Barut (dodatkowa nazwa w j. niem. Liebenhain) – wieś w Polsce położona w województwie opolskim, w powiecie strzeleckim, w gminie Jemielnica.

## Nazwa
Niemiecka nazwa wsi wywodzi się od nazwiska królewskiego inspektora leśnego Libeneinera, który w 1832 roku założył w tym miejscu kolonię leśną. W XIX wieku nosiła również polską nazwę Wanut. Topograficzny podręcznik Górnego Śląska z 1865 roku notuje miejscowość pod niemiecką nazwą Liebenhain podając również polską nazwę we fragmencie "Der polnische Name ist Wanut". W 1945 roku wioska przejęła polską nazwę Barut i być może ma to coś wspólnego z domniemanym leśniczym Bajrutem.

## Historia
W 1865 roku w miejscowości znajdowało się 20 zabudowań kolonistów z pierwszej zabudowy osiedla oraz 11 nowych. Kolonia posiadała również szkołę oraz kościół.
Kilometr na południe od wschodniego skraju wsi leży staw Hubert i Rezerwat przyrody Hubert. Jest to przypuszczalne miejsce kaźni polskich żołnierzy z oddziału Bartka (Narodowe Siły Zbrojne). W nocy z 25 na 26 września 1946 funkcjonariusze UB zwabili podstępem ok. 140 żołnierzy oddziału Bartka ze Śląska Cieszyńskiego. Rozbrojono partyzantów i zamknięto w stodole, którą obrzucono w nocy granatami, podpalono i wysadzono w powietrze. Do dziś IPN Oddziałowi w Katowicach nie udało się znaleźć osób odpowiedzialnych i mocodawców tego mordu, jak i ostatecznie potwierdzić miejsce zbrodni (rozpatrywane są inne lokalizacje niż Barut), datę i liczbę ofiar. Tym niemniej na miejscu dawnej stodoły zbudowano niewielki kompleks memorialny ku czci pomordowanych. Najnowsze informacje na temat zbrodni zostały opisane w książce pt. "Operacja Lawina".
Na terenie miejscowości funkcjonuje OSP  a nad stawem Hubert znajduje się szpital psychiatryczny.